# Emile Marie Bodinier
Emile Marie Bodinier, nacido en Vaiges (Francia) el 21 de febrero de 1842, murió en su residencia en Guiyang (China), el 2 de febrero de 1901, fue un sacerdote católico y misionero botánico francés del siglo XIX.

## Biografía
Comenzó en 1849 en Sable-sur-Sarthe, comuna donde sus padres regentaban el hotel Notre Dame. Se fue en 1862 al seminario de Le Mans a la de la Sociedad de las Misiones Extranjeras de París. Fue ordenado sacerdote el 17 de diciembre de 1864, y se fue a las misiones extranjeras. Se fue al año siguiente para Guizhou, donde trabajó durante treinta y cinco años donde tenía el cargo de pro vicario apostólico. En 1880, el Padre Boisseau le escribió "que tenía sus brazos cristianos para repeler los ataques de las Banderas Negras". Fue enviado al Ministro Plenipotenciario en Pekín, donde permaneció por algún tiempo.
El teniente Vaulserre le encontró en 1899 y publicó Le Tour du monde  (1901), la historia de un viaje realizado en 1899 para atraer el comercio de Kouy-chau a Tonkin, y los servicios y la información útil que recibió misioneros y especialmente Padre Bodinier. Bodinier estaba también reconocido como botánico. Gran coleccionista, legó su herbario a la Academia Internacional de la botánica geográfica, y la base de hierbas para la determinación de muchas plantas de Asia·. Entre el gran número de especímenes establecidas, en 3000 solo por Kouy-chau. Todas las muestras que envió al Museo Nacional de Historia Natural de Francia en París fueron estudiadas por Adrien René Franchet y algunas por Gustave Henri Bonati.

## Honores

### Eponimia
Género
- (Ranunculaceae) Bodinieria H.Lév. & Vaniot[4]

Especies
- Callicarpa bodinieri H.Lév.
- Carex bodinieri Franch.
- La abreviatura «Bodinier» se emplea para indicar a Emile Marie Bodinier como autoridad en la descripción y clasificación científica de los vegetales.[5]